# Fosfor-32
Fosfor-32 of 32P is een radioactieve isotoop van fosfor. De isotoop komt van nature niet op Aarde voor.
Fosfor-32 ontstaat onder meer bij het radioactief verval van silicium-32.

## Radioactief verval
Fosfor-32 vervalt (met een halveringstijd van 14,26 dagen) tot de stabiele isotoop zwavel-32:
{\displaystyle {\ce {{^{32}_{15}P}->{^{32}_{16}S}+{e^{-}}+{\bar {\nu }}_{e}}}}

## Toepassingen
Deze isotoop wordt gebruikt om fosforhoudende verbindingen, zoals fosfaten, DNA of RNA, radiochemisch te labelen. Aan deze techniek zijn enige gevaren gekoppeld, omdat fosfor-32 een bètastraler is en de hoog-energetische uitgezonden elektronen de huid kunnen doordringen. Bovendien kan fosfor-32 op verschillende wijzen in het lichaam worden opgenomen en kan het zich inbouwen in botten en tanden, die voornamelijk opgebouwd zijn uit calciumfosfaat (hydroxyapatiet).
Fosfor-32 wordt geproduceerd door het bombarderen van een stabiele zwavel-32-kern met neutronen:
{\displaystyle {\ce {^{32}_{16}S + ^1_0n -> ^{32}_{15}P + p^+}}}
24P · 25P · 26P · 27P · 28P · 29P · 30P · 31P · 32P · 33P · 34P · 35P · 36P · 37P · 38P · 39P · 40P · 41P · 42P · 43P · 44P · 45P · 46P · 47P